# Pont-à-Mousson
Pont-à-Mousson (deutsch veraltet auch Mussenbrück) ist eine französische Stadt mit 14.383 Einwohnern (Stand 1. Januar 2022) im Département Meurthe-et-Moselle in der Region Grand Est (bis 2015 Lothringen). Sie gehört zum Arrondissement Nancy, zum Kanton Pont-à-Mousson und ist Sitz des Gemeindeverbandes Bassin de Pont-à-Mousson. Die Bewohner der Stadt heißen Mussipontains.

## Geographie
Die Stadt liegt in Lothringen beiderseits der Mosel, etwa auf halbem Weg zwischen Metz und Nancy. Aufgrund ihrer strategischen Lage wurde sie während beider Weltkriege mehrfach bombardiert. Nordwestlich des Ortes befindet sich der im Ersten Weltkrieg heftig umkämpfte Priesterwald.

## Geschichte
Pont-à-Mousson erhielt seinen Namen von der vielleicht schon seit dem 9. Jahrhundert bestehenden Moselbrücke (französisch pont) der auf einem Bergsporn über der Mosel gelegenen Gemeinde Mousson, deren Baubeginn urkundlich nicht überliefert ist. Ein in der französischen Geschichtsschreibung angebotenes Jahr 896 für eine „villa Pontus“ (bei H. Lapage) kann nicht durch Urkunden belegt werden, auch nicht für das Jahr 1038 ein „Louis comte de Mousson“ (Lallemand, Noel). Doch wird das 984 in einer Urkunde Kaiser Ottos III. als Gut des Paulsklosters von Verdun genannte „Mosa pontem“ von den Herausgebern der „Regesta Imperii“ mit Pont-à-Mousson gleichgesetzt (RI II,3,959 = MGH DD OIII,3). Auch ist ein Graf Rainald oder Reinald von Mousson zwei Mal als Zeuge aufgetreten, das erste Mal 1128 bei einer Schenkung König Lothars III. und das zweite Mal bei der Schlichtung eines Streits auch durch Lothar III. (RI IV,1,1,178 und RIplus URH 1,204). Die ziemlich sicher 1217 zur Krankenpflege gegründete Niederlassung der Antoniter (U. Anhäuser, P. Lallemand / M. Noel) wird nicht in den „Regesta Imperii“ genannt. Stadtrechte soll Pont-à-Mousson 1354 erhalten haben (Lallemand/Noel). Ein Jesuitenkolleg mit Universität soll am 5. Dezember 1572 durch den Herzog von Lothringen, Karl III., in Pont-à-Mousson gegründet worden sein und wurde 1768 nach Nancy verlegt (heute Université de Lorraine, erwähnt bei: U. Anhäuser: Lothringen. Köln 1985.).
Während des Deutsch-Französischen Krieges überquerten Einheiten der deutschen 2. Armee unter Prinz Friedrich Karl von Preußen bei Pont-à-Mousson die Mosel. Auch König Wilhelm I. von Preußen hielt sich kurzzeitig in der Stadt auf: Am 15. August 1870 hatte der Monarch sein Hauptquartier von Herny nach Pont-à-Mousson verlegt, wo er in einem Haus in der Rue militaire wohnte. Soldaten eines sächsischen Regiments übernahmen den Wachdienst. Am 17. August 1870 begab sich der König von Pont-à-Mousson aus über Pagny und Gorze auf das Schlachtfeld bei Mars-la-Tour.
Im Ersten Weltkrieg verlief die Front ab 1915 nur wenige Kilometer nordöstlich der Stadt im Priesterwald. Nach dem Einmarsch der deutschen Wehrmacht 1940 reduzierte sich die Bevölkerung stark durch Flucht christlicher und Deportation jüdischer Einwohner. Gleichzeitig spielte der hiesige Moselübergang eine wichtige Rolle für Flüchtlinge, die aus der besetzten Zone in die freie Zone Frankreichs fliehen wollten. Sie wurden von Fluchthelfern untergebracht und weitergeleitet, woran heute das Monument des passeurs (Denkmal der Fluchthelfer) erinnert. (Lage) Ein weiteres Denkmal erinnert an die getöteten Widerstandskämpfer der Forces françaises de l’intérieur aus Pont-à-Mousson und Umgebung. Die Stele trägt die Namen von 32 Getöteten.  (Lage)
Anfang September 1944 wurde die Stadt in die Kämpfe deutscher gegen amerikanische Truppen hineingezogen. Eine Bombardierung der Stadt durch die amerikanische Luftwaffe legte einige der schönsten Häuser am Marktplatz in Schutt und Asche. Beim Rückzug sprengten deutsche Truppen am 4. September 1944 die Moselbrücke, so dass die Stadt wieder geteilt war wie im frühen Mittelalter. Erst Ende September 1944 war Pont-à-Mousson befreit. Eine an der Moselbrücke befestigte Tafel erinnert: „Pont déstruit le 4-9-1944, retabli le 1-7-1949“. Es dauerte also fast fünf Jahre, ehe beide Teile der Stadt wieder durch eine Brücke verbunden waren.

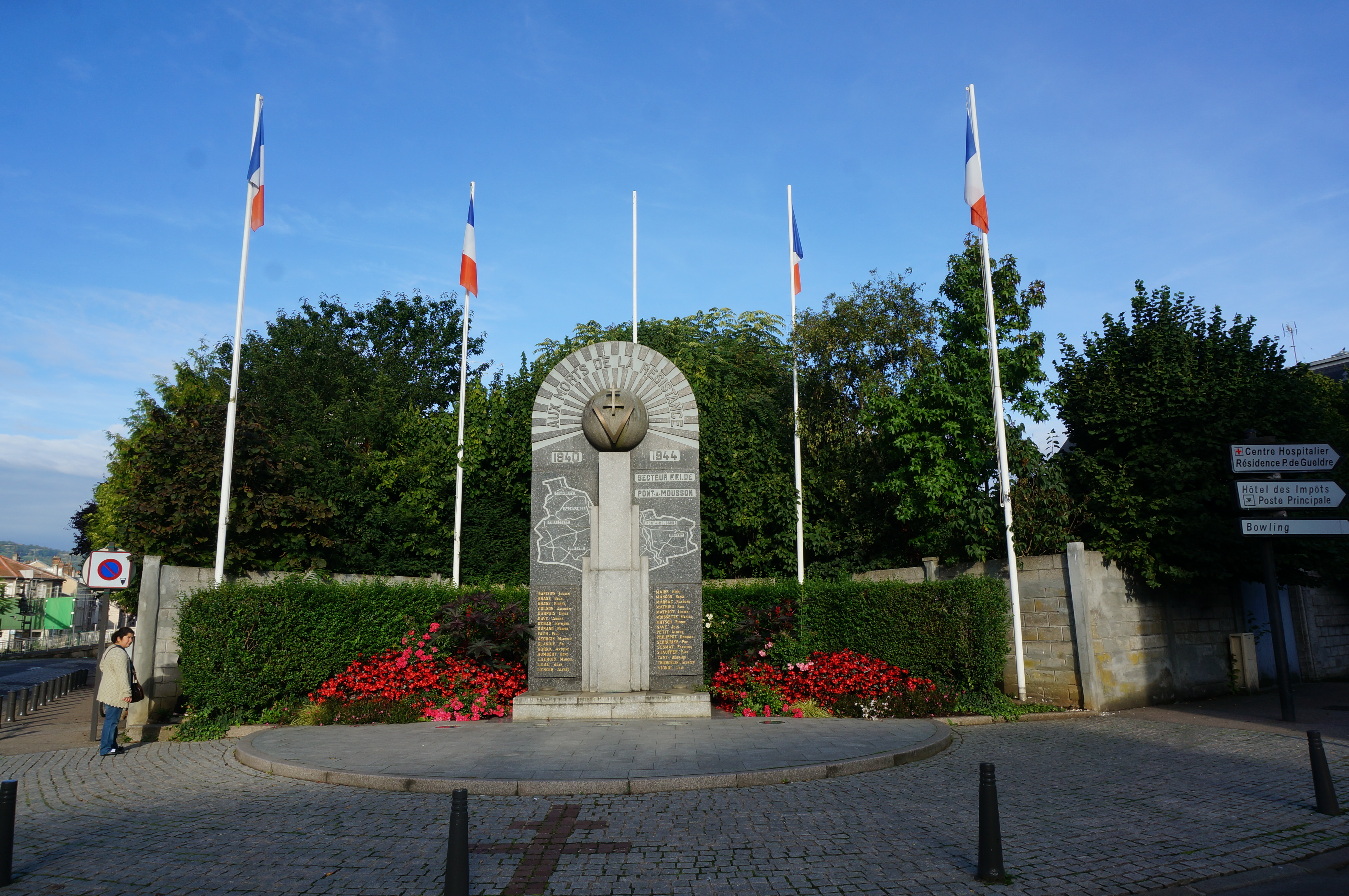
Denkmal für die getöteten Kämpfer der Résistance
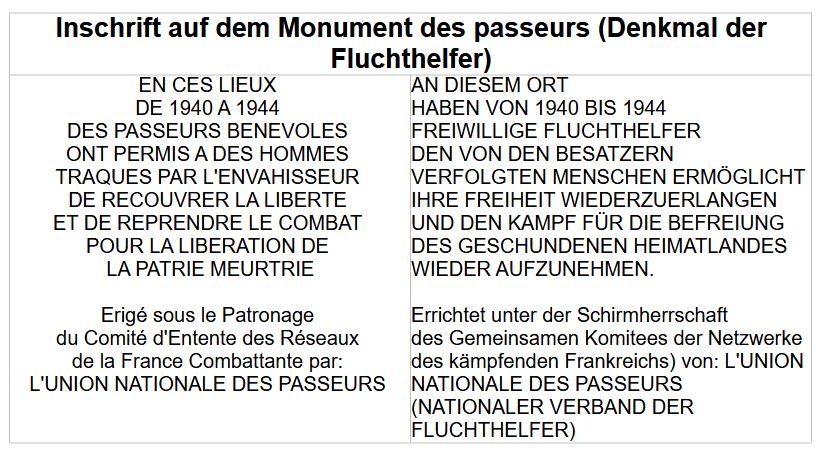
Inschrift am Denkmal für die Fluchthelfer während der deutschen Besatzung

### Bevölkerungsentwicklung
| Jahr !! 1962 !! 1968 !! 1975 !! 1982 !! 1990 !! 1999 !! 2011 !! 2020 |        |        |        |        |        |        |        |        |
| Einwohner                                                            | 12.802 | 13.406 | 14.830 | 14.942 | 14.645 | 14.592 | 14.929 | 14.357 |
| Quellen: Cassini und INSEE                                           |        |        |        |        |        |        |        |        |

## Sehenswürdigkeiten
Pont-à-Mousson hat zahlreiche Baudenkmäler und den Menhir la Pierre au Jô aufzuweisen, die alle als Monument historique geschützt sind.
Direkt am Moselufer befindet sich die ehemalige Prämonstratenserabtei. Seit 1964 ist der große Klosterkomplex ein Kulturzentrum und Sitz des Europäischen Zentrums für sakrale Kunst.
In den Gebäuden des ehemaligen Jesuitenkollegs mit der Kirche St-Martin befand sich zwei Jahrhunderte lang die Universität, die dann nach Nancy verlegt wurde. Vorübergehend wurden die Gebäude von der Königlichen Militärschule genutzt; heute befindet sich hier ein Gymnasium.
Das Gebäude des Hôtel de ville wurde zwischen 1786 und 1791 nach Plänen des Architekten François-Michel Lecreulx vom Architekten Claude Mique erbaut. Im 19. Jahrhundert begann man, es als Rathaus zu nutzen. Trotz großer Zerstörungen und Sanierungen sind noch einige Originalbauteile vorhanden, so das Peristyl aus dem 18. Jh. einschließlich der schmiedeeisernen Gitter und Tore, der Grand Salon in der ersten Etage mit Putz in neoklassizistischem Stil, der mit Holzvertäfelungen geschmückte Ratssaal, das Treppenhaus sowie der Salon Mique.
Auf der Butte de Mousson, an deren Fuß die Stadt liegt, wurde eine moderne Kapelle errichtet, die von der Mosel aus zu sehen ist.
Die ehemalige Synagoge (Monument historique) wird heute als Wohnhaus genutzt.

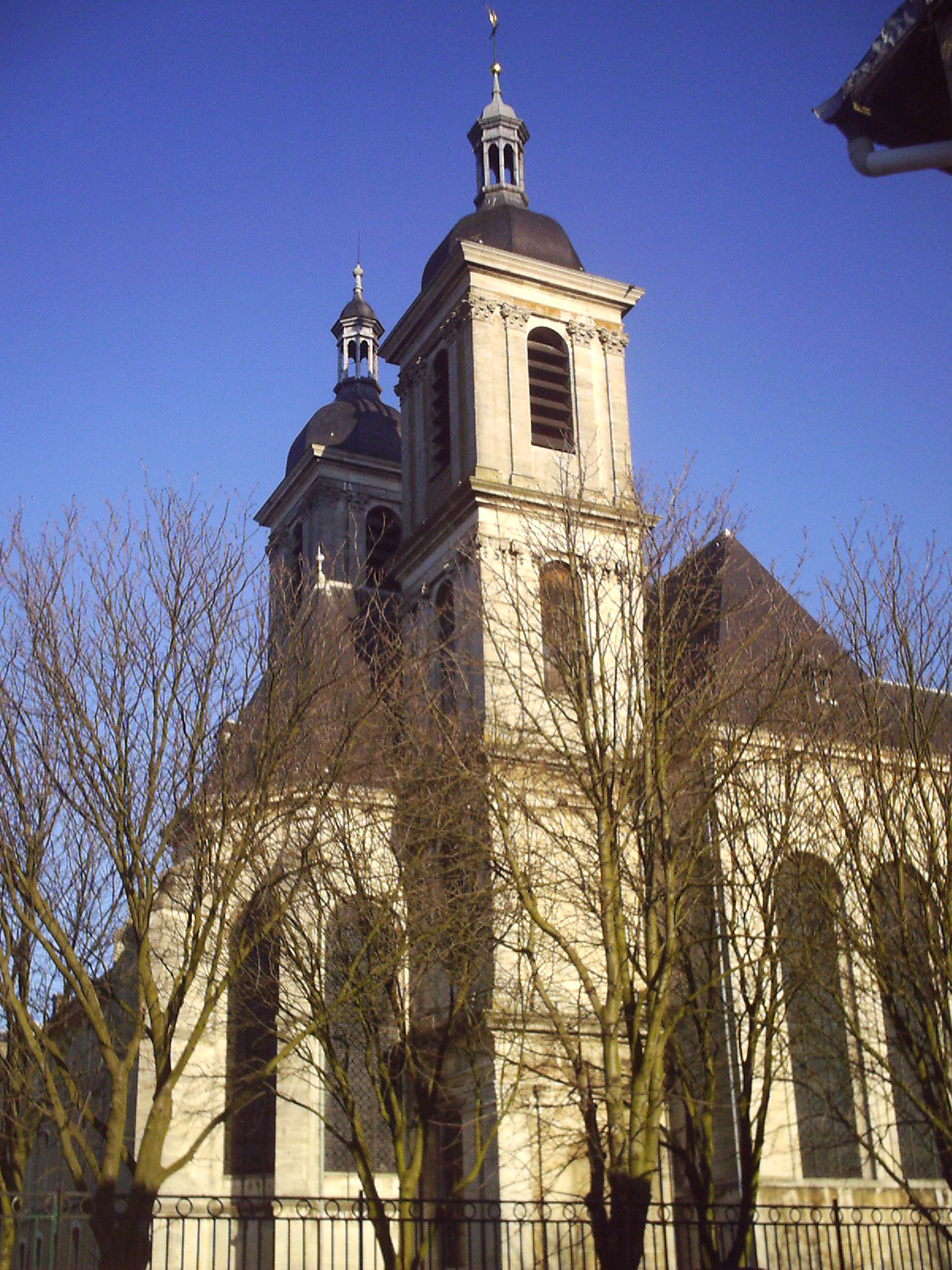
Ehemalige Prämonstratenserabtei
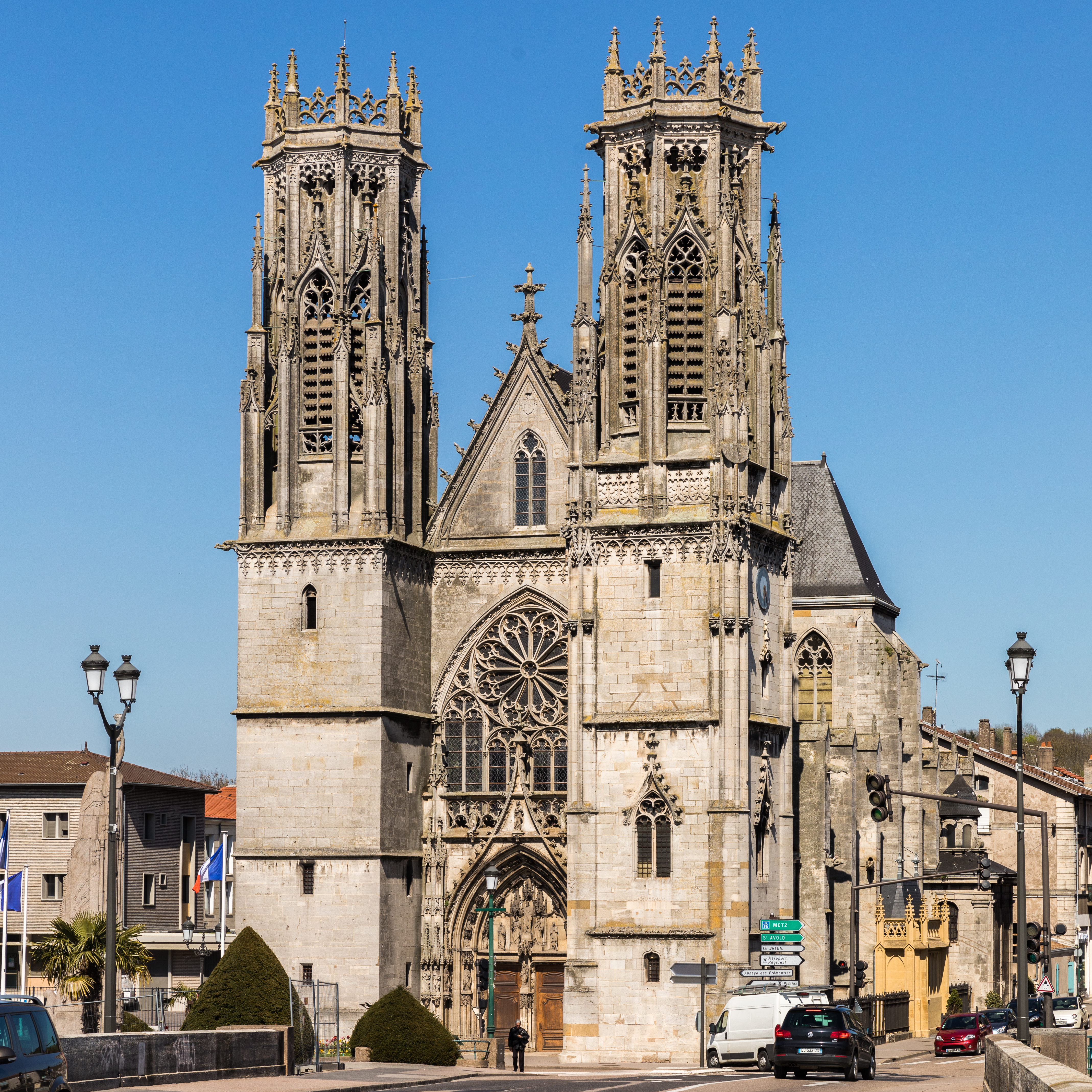
Kirche Saint-Martin
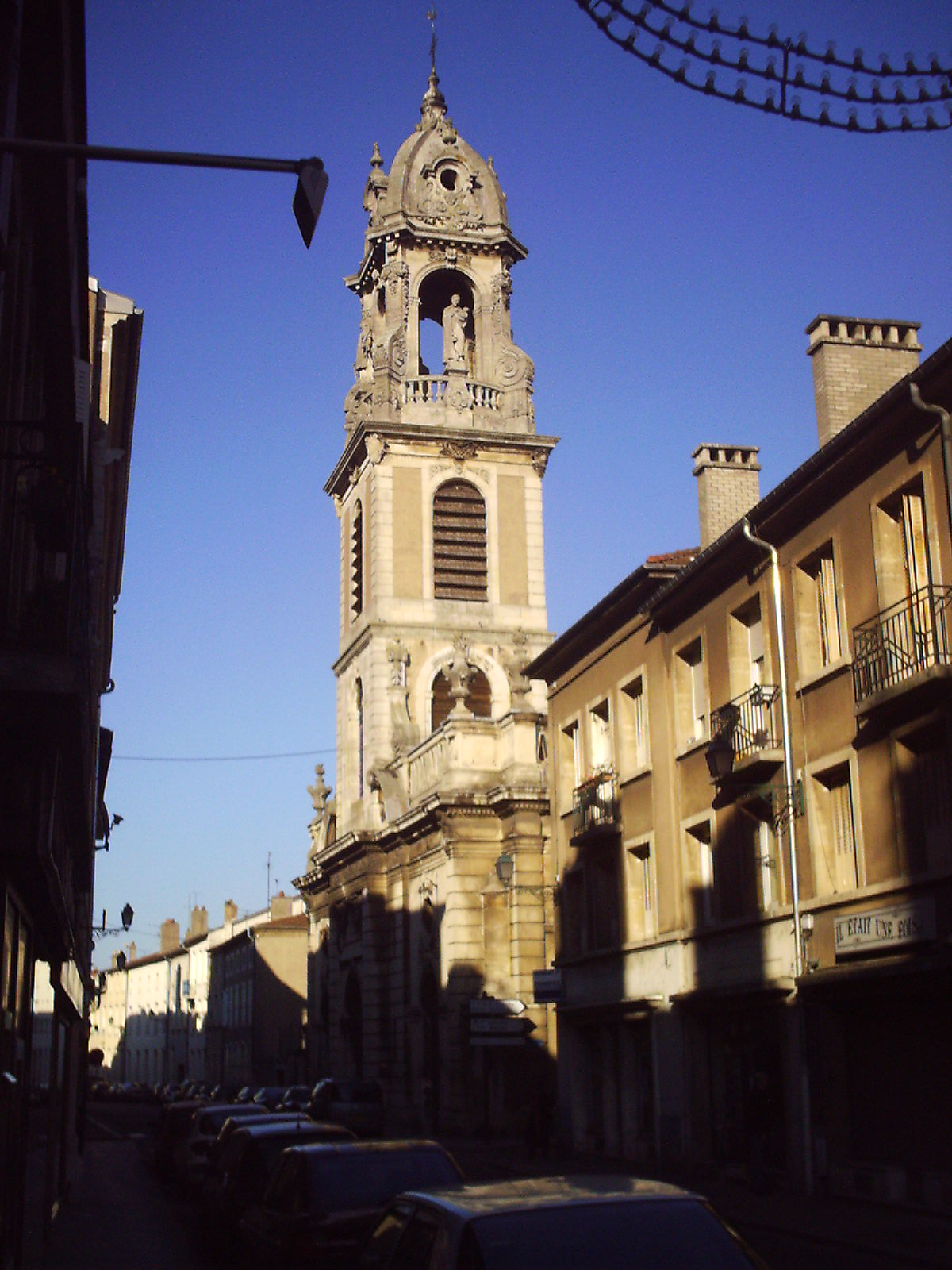
Kirche Saint-Laurent
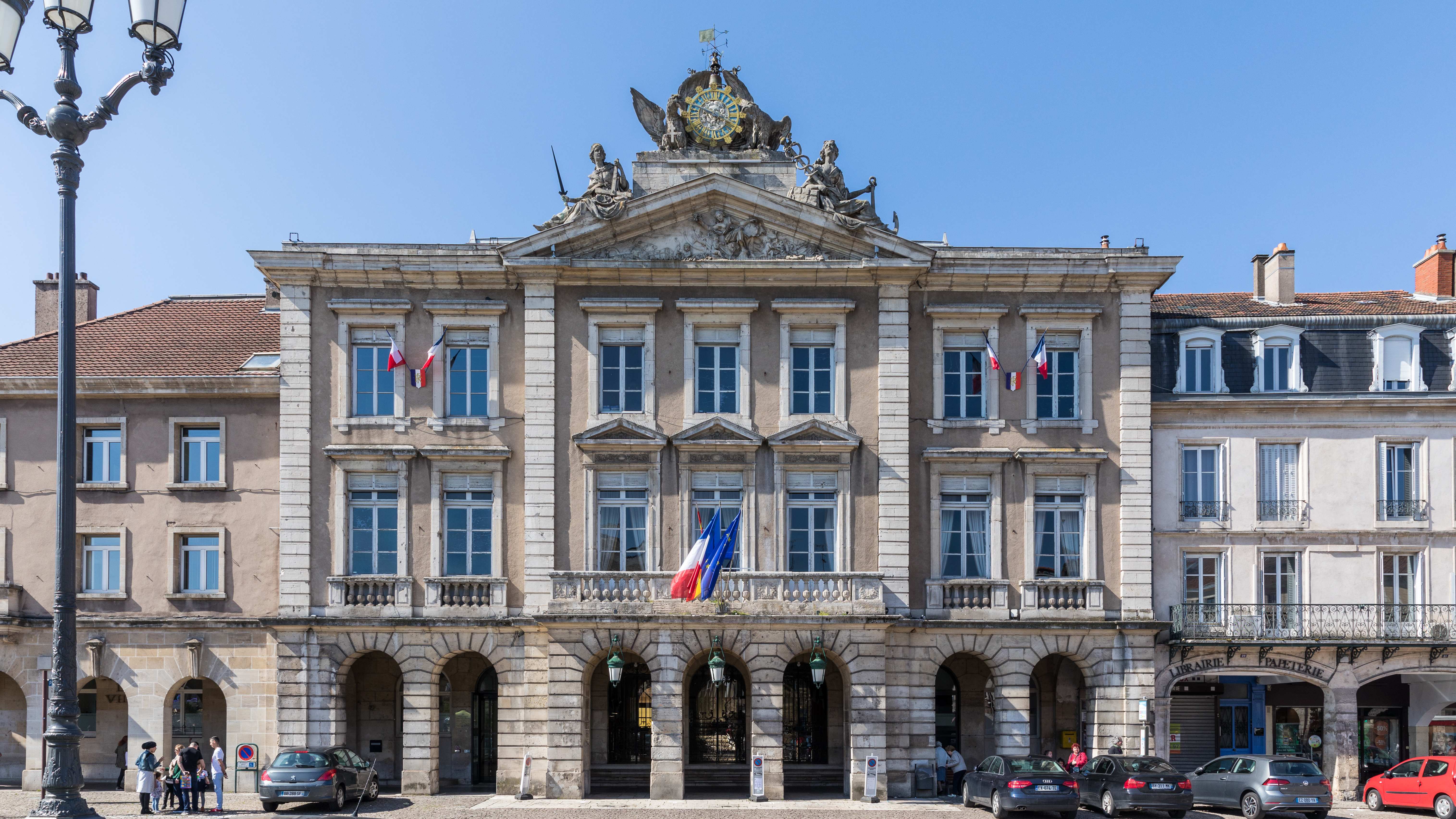
Rathaus Pont-à-Mousson an der Place Duroc
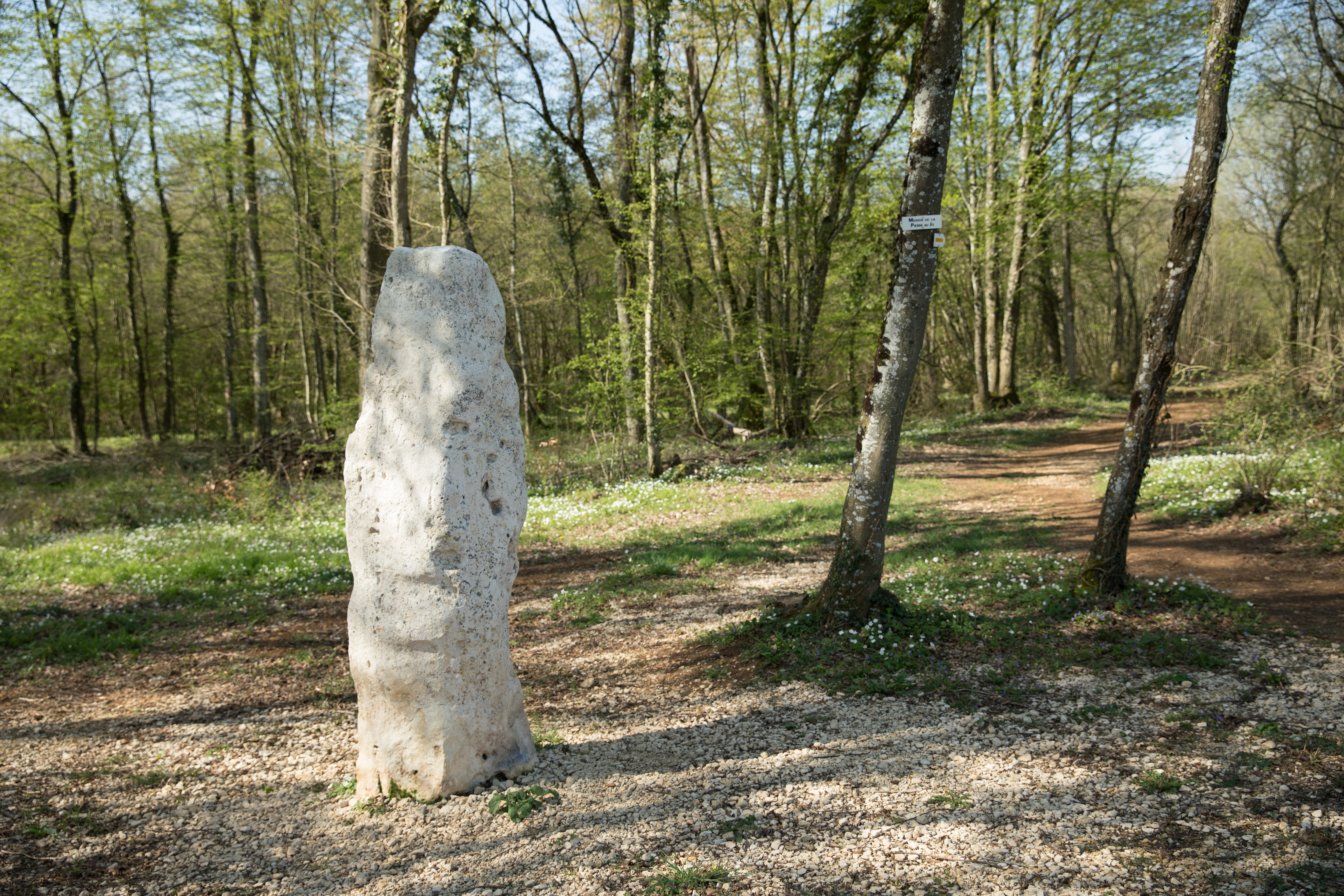
Menhir la Pierre au Jô

## Wirtschaft

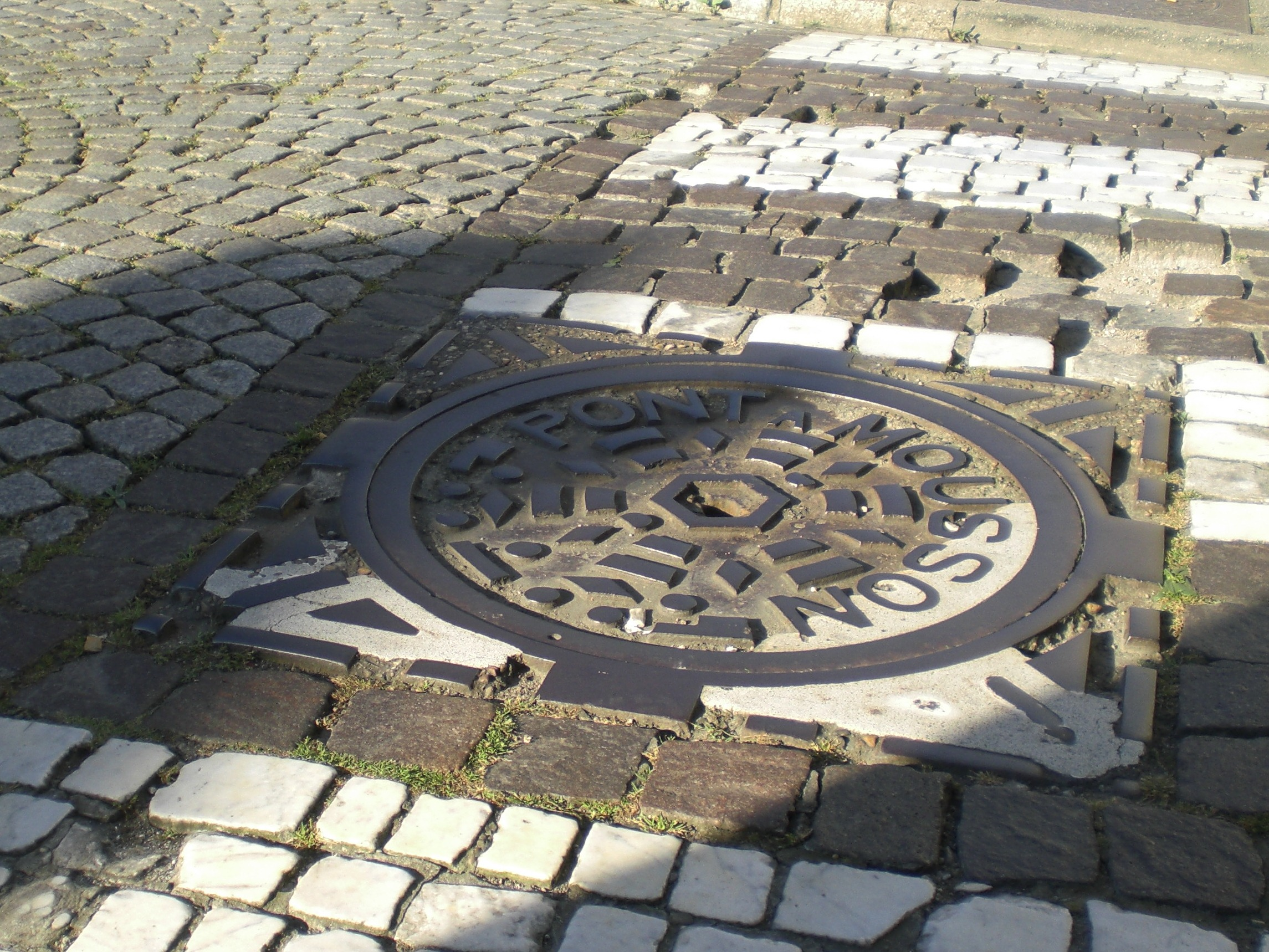
Kanaldeckel aus der Produktion der Société Pont-à-Mousson

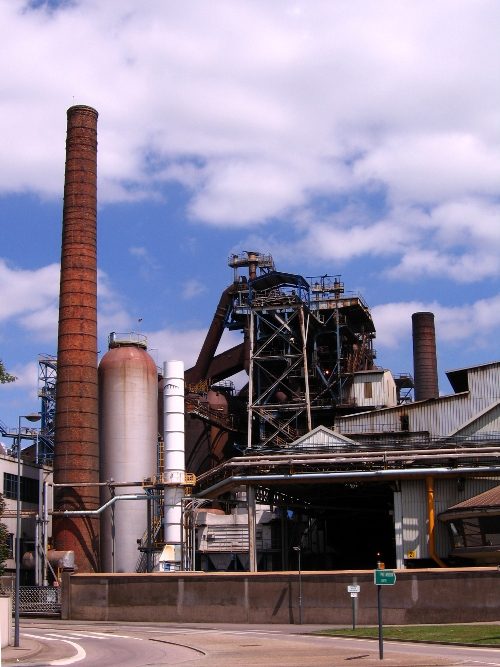
Hochofen der Saint-Gobain-Gruppe

Die 1856 gegründete Eisenhütte S.A. des Hauts-Fourneaux et Fonderies de Pont-à-Mousson, zu der seit 1919 auch die Halbergerhütte gehörte, war lange Zeit einer der führenden französischen Industriekonzerne, mit breitem Aktivitâtsspektrum. Dieser fusionierte 1970 mit der Compagnie de Saint-Gobain; das ursprüngliche Eisenwerk wird heute unter dem Namen Saint-Gobain PAM weitergeführt. In Pont-à-Mousson werden hauptsächlich Kanalrohre und Kanaldeckel aus Gusseisen hergestellt.

## Städtepartnerschaft
- Landstuhl in Rheinland-Pfalz

## Persönlichkeiten
- Guarinus von Sitten (1065–1150), Bischof und Heiliger
- John Barclay (1582–1621), Dichter und Satiriker
- Stanislas de Clermont-Tonnerre (1747–1792), Politiker der konstitutionellen Monarchisten
- Géraud-Christophe-Michel Duroc (1772–1813), General und Diplomat, seit 1804 Grand Maréchal du Palais
- Charles Nicolas Fabvier (1783–1855), französischer General
- Pierre Lallement (1843–1891), Erfinder
- Jean Boucher de Crèvecoeur (1906–1987), Offizier, Général de brigade
- Christiane Stutzmann (* 1939), Opernsängerin und Gesangspädagogin

## Belege
1. ↑  Georg Hiltl: Der Französische Krieg von 1870 und 1871. 6. Auflage. Velhagen und Klasing, Bielefeld / Leipzig 1892, S. 208–209.
2. ↑  Georg Hiltl: Der Französische Krieg von 1870 und 1871. 6. Auflage. Velhagen und Klasing, Bielefeld und Leipzig 1892, S. 259.
3. ↑  Gedenkorte Europa 1939–1945: Pont-à-Mousson. gedenkorte-europa.eu; zu weiteren Bildern zu diesem Denkmal siehe: Forum réserve opérationnelle: Mémoire des Passeurs. alsacereserve.jeun.fr
4. ↑  P. Lallemand, M. Noel: Pont-à-Mousson. Lyon um 1970.
5. ↑  Hôtel de ville. Abgerufen am 31. Mai 2017 (französisch).
6. ↑  Zeitschrift Capital, September 2021, Nr. 360 S. 78 (französisch).